# Elisabetta di Lussemburgo
Elisabetta di Lussemburgo (Visegrád, 7 ottobre 1409 – Győr, 19 dicembre 1442) è stata l'unica figlia ed erede dell'imperatore Sigismondo di Lussemburgo, quindi l'ultima esponente della sua Casata.

## Biografia

### Nascita
La sua vera data di nascita può essere calcolata in virtù di una lettera del re Sigismondo di Lussemburgo a Giovanni, figlio di Peter Kemendi, luogotenente della contea di Zala del 26 aprile 1410 a  Vígľaš e sigillata con il sigillo della regina Barbara, in cui il re lo informa della nascita della figlia. Poiché questa festa cade il 4 ottobre, deve essere avvenuta nell'anno precedente, cioè nel 1409 e in ottobre. Baranyai sostiene che l'uso di circa può consentire alcune variazioni verso settembre, ma se si fosse verificato a settembre, si sarebbe riferito alla festa di San Michele che cade il 29 settembre anziché a quella di Francesco d'Assisi. L'unica domanda rimanente, vale a dire il giorno esatto, è data dalla data di fidanzamento di sua figlia con l'arciduca Alberto che si è tenuta il 7 ottobre 1411, a Presburgo, l'odierna Bratislava, e probabilmente potrebbe aver aggiustato a un precedente evento importante perché non appartiene a feste religiose. Inoltre, Itinerario del re Sigismondo mostra che rimase a Visegrád tra il 9 e il 19 ottobre 1409.

### Infanzia
Elisabetta era un membro della potente casa del Lussemburgo. Era la figlia del re Sigismondo di Lussemburgo, e della sua seconda moglie, Barbara di Cilli. Hrvoje Vukčić Hrvatinić, il barone ribelle con cui Sigismondo aveva recentemente fatto i conti, era il suo padrino. L'anno dopo la sua nascita, il padre di Elisabetta fu eletto Re dei Romani.
Come unica figlia del re, Elisabetta fu vista come erede di fatto al trono, o almeno come la principessa il cui eventuale matrimonio avrebbe procurato un re. Nel 1411, Sigismondo riuscì a far promettere agli stati ungheresi che avrebbero riconosciuto il diritto di Elisabetta alla Santa Corona d'Ungheria e eleggere il suo futuro marito come re, un accordo che avrebbe avuto grandi conseguenze dopo la morte di Sigismondo. Il diritto ereditario di Elisabetta era in effetti piuttosto scarno, come suo padre l'aveva acquisito sposando la sua prima moglie, la regina Maria, dalla quale Elisabetta non discendeva. Lo stesso anno, Sigismondo promise in sposa Elisabetta al duca asburgico Alberto V d'Austria.
La regina Barbara era molto impopolare tra la nobiltà, che si offese per la sua simpatia per gli ussiti, precursori della Riforma protestante. Nel 1418, la accusarono di aver commesso adulterio mentre suo marito frequentava il Concilio di Costanza. La conseguente tensione nel matrimonio reale portò all'abbandono e alla reclusione della regina, prima a Várad e successivamente a Skalica (1418-1419). Il fatto che Elisabetta accompagnò la madre nell'esilio e presumibilmente sopportò lo stesso duro trattamento nonostante sia stato riconosciuto come erede al trono suggerisce che Sigismondo possa aver dubitato della sua paternità durante quel periodo. Tuttavia, Sigismondo negoziò simultaneamente il suo matrimonio con il duca d'Asburgo. Gli Asburgo, amici e alleati di vecchia data di Sigismondo, evidentemente non mettevano in dubbio la legittimità di Elisabetta o, almeno, non erano scoraggiati dalle accuse mosse contro sua madre. Sigismondo si riconciliò con Barbara nel 1419 ed Elisabetta tornò a suo favore insieme a sua madre. Lo stesso anno ereditò la corona boema dal suo fratello maggiore, il re Venceslao IV.

### Matrimonio
Il 28 settembre 1421, l'amicizia duratura tra re Sigismondo e la casa d'Asburgo culminò in un trattato di matrimonio firmato a Vienna. Il trattato confermò lo status di Elisabetta come erede presunta sia dell'Ungheria che della Boemia, ma solo fino a quando rimase l'unica figlia di Sigismondo. Stabiliva che la nascita di un'altra figlia avrebbe lasciato a Elisabetta il diritto di scegliere uno dei regni di suo padre, mentre la sorella minore avrebbe ereditato l'altro. Se dovesse avere un fratello, tuttavia, sarebbe stata privata di entrambe le corone a suo favore. Il margravio della Moravia fu ceduto ad Alberto come dote di Elisabetta. Il trattato fu controverso sia in Ungheria che in Boemia, poiché la nobiltà di entrambi i paesi rivendicò il diritto di eleggere il proprio monarca.
Elisabetta sposò formalmente Alberto in una sfarzosa cerimonia tenutasi il 19 aprile 1422 a Vienna. Elisabetta, ora duchessa d'Austria, si trasferì alla corte viennese. La dispensa papale per il matrimonio, necessaria per la comune discendenza della coppia da Venceslao II di Boemia e Guta d'Asburgo, non fu richiesta fino al 1431, ma fu facilmente concessa da Eugenio IV.

### Regno
Alla fine del 1437, l'anziano padre di Elisabetta era gravemente malato. Comprendendo che la sua morte era imminente, mandò a chiamare Elisabetta e Alberto a Znojmo e convocò un incontro della nobiltà boema, che accettò la coppia come suoi eredi alla sua richiesta, ma riservò il diritto a un'elezione formale. Morì il 9 dicembre. Dopo la sua sepoltura, Elisabetta e Alberto si recarono a Presburgo per incontrare i magnati ungheresi. Hanno chiesto che la coppia risiedesse in Ungheria e che il confine del regno con l'Austria rimanesse inalterato. In seguito, la Dieta risolse che Alberto, che era stato eletto per il fatto di essere il marito di Elisabetta, doveva governare solo "con il suo consenso e approvazione". La coppia accettò le condizioni il 18 dicembre e fu eletta re e regina d'Ungheria. Elisabetta in seguito affermò che la sua sovranità derivava non solo dalla volontà di suo padre, ma anche dalla volontà del popolo.
Sorse immediatamente una disputa su chi avesse il diritto di incoronare Elisabetta; il vescovo di Veszprém rivendicò il diritto di incoronare i consorti delle regine ungheresi, ma l'arcivescovo di Esztergom sostenne che Elisabetta era una regina regnante e che quindi avrebbe dovuto incoronare sia lei che Alberto. L'arcivescovo, probabilmente corrotto, alla fine cedette e firmò un atto che rassegnava la funzione al vescovo, ma solo in quell'occasione. L'incoronazione della coppia ebbe luogo nella basilica di Székesfehérvár il 1 gennaio 1438.
Nel marzo del 1438, la Dieta Imperiale elesse Alberto come successore di Sigismondo sul trono tedesco ed Elisabetta divenne quindi la regina dei Romani. Nonostante i tentativi ussiti di incoronare Casimiro di Polonia, l'elezione boema a maggio si concluse a favore della coppia. Alberto fu incoronato a giugno, ma Elisabetta non andò a Praga per prendere parte al rituale e trascorse l'estate successiva a governare l'Ungheria.

### Vedovanza
Alla morte di suo marito, prese il controllo dell'Ungheria come reggente. Era incinta, e lei era convinta che il bambino fosse un maschio. Si preparò per l'elezione del prossimo monarca d'Ungheria e formò un partito politico di seguaci. Tra i suoi seguaci vi erano la famiglia di sua madre i Cilli, Ulrico II, conte di Celje, il più grande detentore del feudo in Ungheria, gli Szécsis, i Garays e le città, e nominati seguaci alle funzioni di arcivescovo e governatore del castello reale. Nel 1440, Elisabetta era di fatto la sovrana dell'Ungheria, e i suoi ordini furono rispettati e portati a termine, sebbene non fosse stata ancora eletta dal consiglio e confermata come tale. Il 1 gennaio 1440 il consiglio ungherese si riunì per eleggere un monarca. La decisione fu che, a causa delle minacce provenienti dall'impero ottomano, Elisabetta non poteva essere eletta come monarca, ma era necessario un signore della guerra e un capo militare. C'erano anche suggerimenti che Elisabetta avrebbe dovuto sposare il maschio eletto per essere monarca. Alla fine, Vladislao di Polonia fu eletto Re d'Ungheria.

### Morte
Elisabetta accettò ufficialmente la decisione, ma poco dopo lasciò Buda con i suoi seguaci. Il 15 maggio, a Székesfehérvár, suo figlio fu incoronato re d'Ungheria con la corona sacra rubata da Helene Kottanner dal castello di Visegrád, mentre il 17 luglio Vladislao fu nominato sovrano del medesimo territorio. L'Ungheria settentrionale sostenne Elisabetta e attaccò Buda con un esercito guidato da Jan Jiskra, ma fu sconfitta. L'ex regina lasciò i suoi due figli più piccoli alle cure dell'imperatore Federico III e finanziò la guerra civile in Austria. Nel 1442 iniziò un negoziato guidato dal cardinale Cesarini a Győr. In questa occasione Elisabetta e Vladislao si incontrarono e si scambiarono doni.
Poco dopo la regina morì, secondo alcuni avvelenata.

## Discendenza
Elisabetta e Alberto ebbero tre figli:
- Anna (1432-1462)[20];
- Elisabetta (1437-1505)[21];
- Ladislao (1440-1457).

## Ascendenza
|                           |                    |                           | Genitori                   |  |  | Nonni |  |  | Bisnonni             |  |  | Trisnonni                 |  |
|                           |                    |                           |                            |  |  |       |  |  | Giovanni I di Boemia |  |  | Enrico VII di Lussemburgo |  |
|                           |                    |                           |                            |  |  |       |  |  | Giovanni I di Boemia |  |  | Enrico VII di Lussemburgo |  |
|                           |                    | Margherita di Brabante    |                            |  |  |       |  |  | Giovanni I di Boemia |  |  |                           |  |
| Carlo IV di Lussemburgo   |                    |                           |                            |  |  |       |  |  | Giovanni I di Boemia |  |  |                           |  |
|                           |                    | Elisabetta di Boemia      | Venceslao II di Boemia     |  |  |       |  |  |                      |  |  |                           |  |
|                           |                    | Elisabetta di Boemia      | Venceslao II di Boemia     |  |  |       |  |  |                      |  |  |                           |  |
|                           |                    | Elisabetta di Boemia      | Guta d'Asburgo             |  |  |       |  |  |                      |  |  |                           |  |
| Sigismondo di Lussemburgo |                    | Elisabetta di Boemia      |                            |  |  |       |  |  |                      |  |  |                           |  |
|                           |                    | Boghislao V di Pomerania  | Vartislao IV di Pomerania  |  |  |       |  |  |                      |  |  |                           |  |
|                           |                    | Boghislao V di Pomerania  | Vartislao IV di Pomerania  |  |  |       |  |  |                      |  |  |                           |  |
|                           |                    | Boghislao V di Pomerania  | Elisabetta von Schweidnitz |  |  |       |  |  |                      |  |  |                           |  |
| Elisabetta di Pomerania   |                    | Boghislao V di Pomerania  |                            |  |  |       |  |  |                      |  |  |                           |  |
|                           |                    | Elisabetta di Polonia     | Casimiro III di Polonia    |  |  |       |  |  |                      |  |  |                           |  |
|                           |                    | Elisabetta di Polonia     | Casimiro III di Polonia    |  |  |       |  |  |                      |  |  |                           |  |
|                           |                    | Elisabetta di Polonia     | Aldona di Lituania         |  |  |       |  |  |                      |  |  |                           |  |
| Elisabetta di Lussemburgo |                    | Elisabetta di Polonia     |                            |  |  |       |  |  |                      |  |  |                           |  |
|                           | Ermanno I di Cilli | …                         |                            |  |  |       |  |  |                      |  |  |                           |  |
|                           | Ermanno I di Cilli | …                         |                            |  |  |       |  |  |                      |  |  |                           |  |
|                           | Ermanno I di Cilli | …                         |                            |  |  |       |  |  |                      |  |  |                           |  |
| Ermanno II di Cilli       | Ermanno I di Cilli |                           |                            |  |  |       |  |  |                      |  |  |                           |  |
|                           |                    | Caterina di Bosnia        | …                          |  |  |       |  |  |                      |  |  |                           |  |
|                           |                    | Caterina di Bosnia        | …                          |  |  |       |  |  |                      |  |  |                           |  |
|                           |                    | Caterina di Bosnia        | …                          |  |  |       |  |  |                      |  |  |                           |  |
| Barbara di Cilli          |                    | Caterina di Bosnia        |                            |  |  |       |  |  |                      |  |  |                           |  |
|                           |                    | Enrico VIII di Schaunberg | …                          |  |  |       |  |  |                      |  |  |                           |  |
|                           |                    | Enrico VIII di Schaunberg | …                          |  |  |       |  |  |                      |  |  |                           |  |
|                           |                    | Enrico VIII di Schaunberg | …                          |  |  |       |  |  |                      |  |  |                           |  |
| Anna di Schaunberg        |                    | Enrico VIII di Schaunberg |                            |  |  |       |  |  |                      |  |  |                           |  |
|                           |                    | Ursula di Gorizia         | …                          |  |  |       |  |  |                      |  |  |                           |  |
|                           |                    | Ursula di Gorizia         | …                          |  |  |       |  |  |                      |  |  |                           |  |
|                           |                    | Ursula di Gorizia         | …                          |  |  |       |  |  |                      |  |  |                           |  |
|                           |                    | Ursula di Gorizia         |                            |  |  |       |  |  |                      |  |  |                           |  |